# 温暖湿潤気候
|   |        |     |     |     |     |    |     |     |     |     |     |     |     |     |     |     |     |     |
|   |        | fa  | fb  | fc  | fd  | m  | wa  | wb  | wc  | wd  | sa  | sb  | sc  | sd  |     |     |     |     |
| E | 寒帯   |     |     |     |     |    |     |     |     |     |     |     |     |     | ET  | ET  | EF  | EF  |
| D | 亜寒帯 | Dfa | Dfb | Dfc | Dfd |    | Dwa | Dwb | Dwc | Dwd | Dsa | Dsb | Dsc | Dsd |     |     |     |     |
| C | 温帯   | Cfa | Cfb | Cfc |     |    | Cwa | Cwb | Cwc |     | Csa | Csb | Csc |     |     |     |     |     |
| B | 乾燥帯 |     |     |     |     |    |     |     |     |     |     |     |     |     | BSh | BSk | BWh | BWk |
| A | 熱帯   | Af  | Af  |     |     | Am | Aw  | Aw  |     |     | As  | As  |     |     |     |     |     |     |

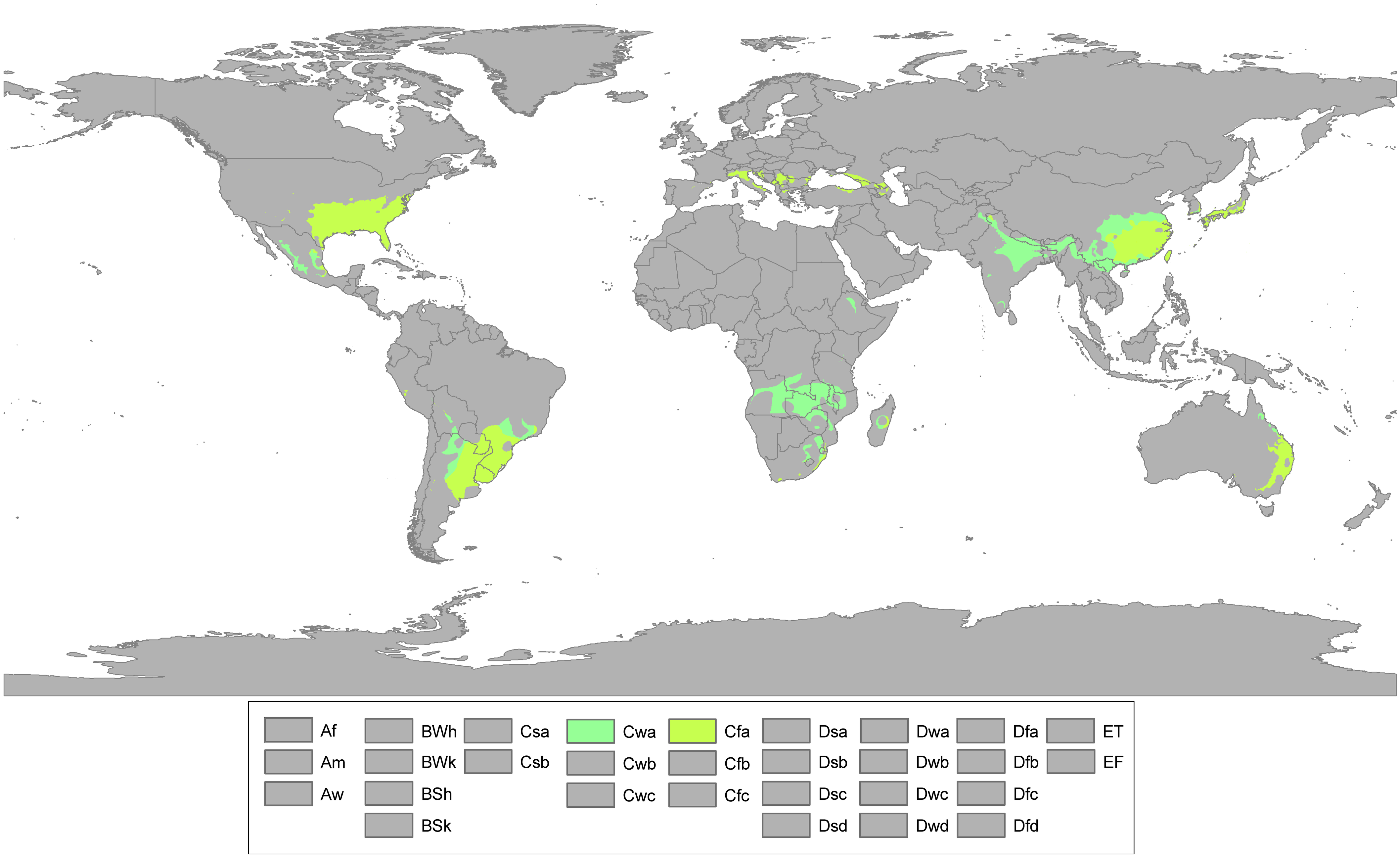
温暖湿潤気候の分布図
Cfa
Cwa

温暖湿潤気候（おんだんしつじゅんきこう、Humid subtropical climate）または温帯湿潤気候は、ケッペンの気候区分における気候区のひとつ。温帯に属する。原語のHumid subtropical climateは湿潤亜熱帯気候を意味するが、日本では温帯湿潤気候、温帯モンスーン気候と呼ぶこともある。記号はCfaでCは温帯、fは湿潤（feucht）、aは最暖月平均気温が22度以上のことを示す。

## 特徴
- 西岸海洋性気候と比べ夏季が高温で、地中海性気候や温帯夏雨気候と比べると年間を通して比較的降水量が多い[2]。
- 夏季の平均気温が高いため、冬の気温が低い地域（日本など）では四季の変化が明瞭である[2]。
- 夏季の多雨により稲の生育に適することから、東アジアでは稲作が盛んである[3]。

## 条件
- 最寒月平均気温が-3℃以上18℃未満。
- 最暖月平均気温が22℃以上。
- 年平均降水量が乾燥限界以上かつ下記の条件を満たす。
  - 最多雨月が夏にある場合は、最多雨月降水量≦10×最少雨月降水量。
  - 最多雨月が冬にある場合は、最多雨月降水量≦3×最少雨月降水量 または 最少雨月降水量が30mm以上[4]。

## 分布

### 分布地域
中緯度の大陸東岸でみられる。また、ヨーロッパでも地中海性気候から西岸海洋性気候への移行部にこの気候が現れる地域もある。
- 東アジア[2]（日本の大部分、韓国の沿岸部、中国の南部（華中と華南）、台湾の北部）
- アメリカ合衆国の東部（ニューイングランド地方、五大湖沿岸、アパラチア高原周辺を除く）[5]・南部（フロリダ半島最南部を除く）
- 黒海沿岸
- カスピ海西部沿岸
- イタリア北東部
- 南アメリカの湿潤パンパ
- オーストラリア東部[2]
- 南アフリカ東部

### 日本での分布地域
- 北海道、東北の内陸部や太平洋側沿岸部・本州東部の高原地帯・小笠原諸島・沖縄の先島諸島を除く日本の大部分が温暖湿潤気候に属する。

温暖湿潤気候に属する観測地点が存在するのは以下の市町村である。（かっこ書きは気象庁・アメダスの設置点）：
全域該当
- 鹿児島県・宮崎県・大分県・佐賀県・長崎県・福岡県・山口県・広島県・岡山県・島根県・鳥取県・愛媛県・高知県・香川県・和歌山県・奈良県・兵庫県・大阪府・京都府・三重県・愛知県・神奈川県・埼玉県・千葉県の全域
- 福井県・石川県・富山県・新潟県の全域。ただし各県全域が豪雪地帯に指定されている

九州・沖縄地方
- 沖縄県のうち以下を除く地域
  - 熱帯雨林気候：
    - 宮古島（宮古島[注釈 1]）
    - 下地島（下地[注釈 2]）
    - 多良間島[6]
    - 石垣島（石垣島、伊原間、真栄里[注釈 3]） - 真栄里観測所は2013年廃止
    - 西表島（西表島、大原）
    - 与那国島（与那国島、所野[注釈 2]）
    - 波照間島[6]
    - 北大東島（北大東[注釈 2][7]）
    - 南大東島[8]
- 熊本県のうち以下を除く地域
  - 西岸海洋性気候：
    - 阿蘇市（阿蘇山） - 2017年12月に観測所廃止

四国地方
- 徳島県のうち以下を除く地域
  - 亜寒帯湿潤気候：
    - 三好市、美馬市、那賀町（剣山） - 2001年に観測所廃止

近畿地方
- 滋賀県のうち以下を除く地域
  - 亜寒帯湿潤気候：
    - 米原市（伊吹山） - 2001年に観測所廃止

中部地方
- 静岡県、山梨県のうち以下を除く地域
  - ツンドラ気候：
    - 境界未定地[注釈 4]（富士山）
- 山梨県のうち以下を除く地域
  - 西岸海洋性気候：
    - 山中湖村（山中）
- 岐阜県のうち以下を除く地域
  - 亜寒帯湿潤気候：
    - 高山市（六厩、宮之前）
- 長野県のうち以下を除く地域
  - 亜寒帯湿潤気候：
    - 上田市、須坂市（菅平）
    - 松本市（奈川）
    - 軽井沢町（軽井沢）
    - 木曽町（開田高原）
    - 南牧村（野辺山）
    - 原村（原村）

  - 西岸海洋性気候：
    - 阿智村（浪合）
    - 東御市（東御）

関東地方
- 東京都のうち以下を除く地域
  - 熱帯モンスーン気候：
    - 父島[9]

  - サバナ気候：
    - 南鳥島[10]
    - 硫黄島[11]
- 群馬県のうち以下を除く地域
  - 亜寒帯湿潤気候：
    - 草津町（草津）
    - 嬬恋村（田代）

  - 温帯夏雨気候：
    - 神流町（神流）
- 栃木県のうち以下を除く地域
  - 亜寒帯湿潤気候または亜寒帯冬季少雨気候：
    - 日光市（奥日光、土呂部）

  - 西岸海洋性気候：
    - 日光市（五十里）
    - 那須町（那須高原）
- 茨城県のうち以下を除く地域
  - 西岸海洋性気候：
    - つくば市（筑波山） - 2001年に観測所廃止

東北地方
- 福島県のうち以下を除く地域
  - 亜寒帯湿潤気候：
    - 福島市（鷲倉）
    - 檜枝岐村（檜枝岐）
    - 北塩原村（檜原）

  - 西岸海洋性気候：
    - 天栄村（湯本）
- 宮城県のうち以下を除く地域
  - 西岸海洋性気候：
    - 栗原市（駒ノ湯）
- 山形県のうち以下を除く地域
  - 西岸海洋性気候：
    - 西川町（大井沢）

ただし県内全域が豪雪地帯に指定されている
- 秋田県のうち以下を除く地域
  - 亜寒帯湿潤気候：
    - 鹿角市（八幡平）

ただし県内全域が豪雪地帯に指定されている
- 岩手県のうち以下を除く地域
  - 亜寒帯湿潤気候：
    - 八幡平市（岩手松尾、荒屋）
    - 宮古市（区界）
    - 盛岡市（藪川）
    - 一戸町（奥中山）
    - 葛巻町（葛巻）
    - 西和賀町（沢内）

  - 西岸海洋性気候：
    - 久慈市（久慈、山形）
    - 洋野町（種市）
    - 普代村（普代）
    - 岩泉町（小本）

ただし県内全域が豪雪地帯に指定されている
- 青森県のうち以下を除く地域
  - 亜寒帯湿潤気候：
    - 青森市（酸ヶ湯）
    - 十和田市（休屋）
    - 平川市（碇ヶ関）

  - 西岸海洋性気候：
    - むつ市（むつ）
    - 大間町（大間）
    - 東通村（小田野沢）
    - 六ヶ所村（六ヶ所）

ただし県内全域が豪雪地帯に指定されている
北海道地方
- 北海道
  - 江差町（江差）
  - 松前町（松前）
  - 奥尻島（奥尻）
  - 函館市（函館）平年値の最暖月の平均気温は22.1℃、最寒月の平均気温-2.4℃と温暖湿潤気候に属す。気候区分の境界線上に位置し、平年値では亜寒帯湿潤気候（1961 - 90平均）→西岸海洋性気候（1971 - 2000平均）→温暖湿潤気候（1981 - 2010平均、1991 - 2020平均）と変化している。
  - 札幌市は最寒月の平均気温が-3.2℃、最暖月の平均気温が22.3℃で定義上は亜寒帯湿潤気候または湿潤大陸性気候（Dfa）に属するが近年の気温上昇により温暖湿潤気候に限りなく近くなっている。
  - 北海道の大部分は亜寒帯湿潤気候（道東のごく一部は亜寒帯冬季少雨気候）、温暖湿潤気候との境界など一部は西岸海洋性気候に属する。

### 典型的な都市
- 東京（日本）[12][13]
- 横浜（日本）
- 名古屋（日本）
- 大阪（日本）
- 広島（日本）
- 福岡（日本）
- 上海（中国）[12][13]
- 杭州（中国）
- トビリシ（グルジア）
- ソチ（ロシア）
- オデッサ（ウクライナ）
- ブカレスト（ルーマニア）
- ヴェネツィア（イタリア）
- ニューヨーク（アメリカ）[12][13]
- アトランタ（アメリカ）[14]
- ニューオーリンズ（アメリカ）[12][13]
- ポルト・アレグレ（ブラジル）
- ブエノスアイレス（アルゼンチン）[12][13]
- シドニー（オーストラリア）
- ブリスベン（オーストラリア）[13]
- ダーバン（南アフリカ）

また以下の都市も温暖湿潤気候に分類されるが、熱帯雨林気候もしくは熱帯モンスーン気候への移行部ともいうべき気候帯で、年較差が小さく四季の変化は上記の都市ほど明瞭ではない。ケッペンの気候区分にはないが、亜熱帯気候とすることがある。
- 那覇（日本）最寒月の平均気温が17.3℃であり、気候はAfaに近い
- 台北（中華民国）
- サンパウロ（ブラジル）
- アスンシオン（パラグアイ）

## 気候の特徴
モンスーン（季節風）の影響により四季の変化が大きい。特にアジアで顕著である。
夏は低緯度地帯の海洋側から高緯度地帯の大陸側に向かって暖かく湿ったモンスーンが吹くため通過する地域である大陸東岸は暑く、湿った気候となる。
冬は夏とは逆に大陸側から海洋側に向かって冷たく乾いたモンスーンがその地域を吹き抜けるため冷たく乾燥した気候となる。日本の日本海側地域が冬に湿潤となるのは、日本が大陸東岸の沖合に位置することによる（日本海側気候）。大陸からの乾燥した季節風が日本海を通過することで多量の水蒸気を含むためで、温暖湿潤気候であっても日本海側を中心に豪雪地帯(一部特別豪雪地帯)に指定されている地域も多く典型的な本気候とはやや異なった傾向になることとなる。
また、夏 - 秋にしばしば台風など熱帯低気圧の影響を受けることも夏の降水量が多い原因のひとつである。

## 土壌と植生
- 温帯混合林 - 常緑・落葉広葉樹林と針葉樹林が混在。比較的肥沃な褐色森林土が分布している。
- 温帯草原 - 湿潤パンパ（アルゼンチン）・プレーリー（アメリカ）・プスタ（ハンガリー）などがみられる。プレーリー土、パンパ土が分布している。

樹木が生育するには十分な降水量、気温条件があるにもかかわらず、パンパのような草原が広がる地域があることについては、極度の平坦地で形成された難排水性の土壌条件に起因するとする説と、人為（野焼き）に起因するとする説がある。
プスタについては、元々は広大な森林地帯が広がっていたが、ハンガリーがオスマン帝国に領有されていた時代に木々が伐採され、草原地帯と化した。

## 産業・その他
- 農業を行ううえで好都合な気候であり、土壌も肥沃であるため、農業が盛んな地域である[2]。
- 年平均降水量は1,000mmを超えることが多いため稲の生育に適する。この事からアジアではこの気候を利用して集約的米作が行われる。アジア以外では、混合農業や放牧が多い。また、多くの地域で小麦の栽培（北アメリカでは企業的農業が中心）も行われている。ある程度の降水量と適度な気温のおかげで、栽培可能な農作物の種類は他の気候区と比べても多い。
- 日本犬（柴犬・紀州犬・甲斐犬・四国犬など）はこの気候に強く、古くから猟犬として使われた。